# 科梅什內 (盧甘斯克州)
48°43′10″N 39°38′9″E / 48.71944°N 39.63583°E
科梅什内（羅馬化：Komyshne）是位於烏克蘭東部盧甘斯克州夏斯佳區斯塔尼察-盧漢斯卡市鎮的村莊。該村始建於1886年，面積4.96平方公里，海拔高度105米，2001年人口732，人口密度每平方公里147.6人。